# Mouvement populaire des sans-terre
Ne pas confondre avec le Mouvement populaire des sans-terre, parti politique namibien.
Le mouvement populaire des sans terre (en anglais Landless People's Movement) était un mouvement social indépendant en Afrique du Sud. Il s'agissait de ruraux et de personnes vivant dans des bidonvilles dans les villes. Le Mouvement populaire des sans terres a boycotté les élections législatives et a toujours eu des conflits avec le Congrès national africain. Le Mouvement populaire des sans terre était affilié à Via Campesina international et ses antennes de Johannesbourg à l'Alliance des personnes pauvres en Afrique du Sud.

## Histoire
Le 24 juillet 2001, les représentants provinciaux des formations locales des sans terres ont rencontré des organisations régionales afin d'unir leurs griefs et de rechercher collectivement des solutions pour soulager leurs difficultés. Le mouvement des peuples sans terre a été formé à partir de cette réunion.
Ses objectifs déclarés étaient les suivants : 
- Renforcer la capacité des paysans sans terre à s'organiser efficacement et à se défendre eux-mêmes.
- Accélérer la réforme agraire et demander au gouvernement de rendre compte de ses promesses.
- Faire appel à un réseau Sud/Sud plus large, pour soutenir les initiatives des sans terre en Afrique du Sud.
- Sensibiliser le public national et international aux besoins des communautés rurales sans terre en Afrique du Sud.

Le mouvement a été initialement formé et soutenu par une ONG, le National Land Comittee (NLC), mais en 2003, il a rompu avec le NLC après quoi il est devenu autonome.
Le 13 novembre 2003, le mouvement envoya un mémorandum au président en exercice, Thabo Mbeki, dans lequel il demandait : "Pourquoi le développement nous est-il apporté par le biais des armes à feu et de la terreur ?" et exigeant l'arrêt immédiat de toutes les expulsions dans les fermes et dans les camps urbains.
En 2008, l'antenne locale de Johannesbourg appelée "Protea South" a remporté une ordonnance judiciaire historique contre la ville de Johannesbourg.
Le Mouvement populaire des sans terre a été décrit comme un moyen efficace de relier les points communs entre la dépossession de terres rurales et urbaines.

## Filiales à Johannesbourg
Le Mouvement populaire des sans terre de Johannesbourg avait des antennes dans les quartiers bidonvilles suivants : 
- Protea South (Soweto)
- Harry Gwala (Sud-Est de Soweto)
- Freedom Park (Pretoria)
- Thembelihle (Sud-Ouest de Johannesbourg)
- Precast
- Lawley (Sud de Soweto)
- Protea Glen (Est de Soweto)

## Répression par l'État
En avril 2004, 57 membres du mouvement ont été arrêtés le jour du scrutin pour avoir défilé sous le drapeau "No Land ! No Vote !" (Pas de terre ! Pas de Vote !),. Certains des militants arrêtés ont été soumis à la torture, qui a par la suite été reprise en justice par la police.
En septembre 2007, le Freedom of Expression Institute rapportait que, lors d'une manifestation pacifique du Mouvement populaire des sans terres : 
« Les membres du SAPS ont tiré au hasard sur les manifestants, laissant le trottoir recouvert de douilles bleues en caoutchouc. La police a également déployé un hélicoptère et des canons à eau, et nous avons vu au moins deux agents utiliser des balles réelles. Une résidente de "Protea South", Mandisa Msewu, a reçu une balle en caoutchouc dans la bouche et plusieurs autres résidents ont été soignés par des ambulanciers paramédicaux en raison de la violence policière. »
En février 2009, le mouvement a annoncé que huit militants du Mouvement populaire des sans terres de "Protea South" avaient été arrêtés à la suite d'une manifestation pacifique.
Le mouvement affirme avoir été soumis à une répression sévère à Johannesbourg en 2010 notamment par une arrestation, un incendie criminel et un meurtre,. Également en 2010, l'un des activistes du mouvement, Terrance Mbuleo (33 ans), a été assassiné par des miliciens de la classe moyenne à Soweto.

## Alliance populaire des pauvres
En septembre 2008, la campagne anti-expulsion du Cap occidental, avec la base Abahlali baseMjondolo, les antennes du Mouvement populaire des sans terre à Johannesbourg et le Réseau rural (base de Abahlali-Plasini) au KwaZulu-Natal ont formé l' Alliance populaire des pauvres,. L'Alliance populaire des pauvres refuse la politique électorale sous le slogan "No Land ! No House ! No Vote !" (Pas de Terre ! Pas de Maison ! Pas de Vote !). 